# Parálisis flácida
La parálisis flácida es un tipo de parálisis en la cual el músculo se torna laxo y blando, no resistiendo a un estiramiento pasivo, lo que da lugar a una debilidad extrema y la pérdida completa de los reflejos tendinosos y cutáneos.

## Causas

### Polio y otros virus
El término  'parálisis flácida aguda'  ( 'AFP' ) se utiliza a menudo para describir un inicio repentino, como podría ser el caso de la polio.
La AFP es el signo más común de la poliomielitis aguda (suele darse durante los brotes de polio). La AFP también se asocia con un número de otros agentes  patógenos incluyendo  entre otros: los enterovirus, echovirus, adenovirus y el  virus del Nilo Occidental.

## Orígenes
Su origen tiene lugar cuando se producen alteraciones del nervio periférico dando como resultado una lesión de los grupos de neuronas motoras inferiores (NMI), localizadas en el asta ventral de la médula espinal o bien desde las fibras que van hacia la periferia desde las neuronas motoras inferiores hacia los músculos que inervan.
Esta parálisis es muy frecuente encontrarla en procesos infecciosos, metabólicos, es decir, acompaña a otros trastornos o enfermedades como son los siguientes: 
- Síndrome de Guillain-Barré es un trastorno autoinmunitario.
- Poliovirus, es una especie vírica del enterovirus humano, en la familia Picornaviridae. Es el agente causante de la poliomielitis[3]
- Enterovirus, actúan a nivel del asta anterior de la médula espinal.
- Botulismo: intoxicación alimentaria bacteriana causada por una neurotoxina, la toxina botulínica, que es producida por la bacteria Clostridium botulinum[4]
- El virus West Nile (WNV) o virus del Nilo Occidental es un virus que produce la fiebre del Nilo[5]
- Toxinas (prednisona, Apo-Prednisona , Apo-La prednisona ,Aspred-C y -C Deltasona, metales pesados y órganofosforados)
- Miastenia: enfermedad neuromuscular autoinmune y crónica
- Mielitis transversa (TM) es un síndrome neurológico causado por inflamación de la médula espinal
- Miositis: inflamación o hinchazón de los músculos, normalmente causada por una lesión, infección o un trastorno autoinmunitario.
- Neuritis traumática, inflamación de un nervio o un grupo de nervios, que se caracteriza por el dolor.

### Sistema extrapiramidal-NMI
El sistema extrapiramidal lleva a cabo dos actividades fundamentales,actúa sobre el tono muscular y sobre la movilidad Involuntaria. Está formado por regiones extrapiramidales de la corteza cerebral además de una serie de núcleos subcorticales como el núcleo rojo, el globus pálido, núcleo subtalámico, núcleo vestibular, etc.
Una gran parte de estos núcleos ejercen una influencia sobre la formación reticular, la cual a su vez posee influencias excitatorias o inhiben sobre las motoneuronas del asta anterior medular (NMI).
Las neuronas motoras inferiores (NMI) se localizan en el asta ventral de la médula espinal, estas realizan una sinapsis entre fibras musculares, denominándose unión neuromuscular o placa neuromuscular.
Una NMI es capaz de inervar entre 10 y 2000 células musculares, siendo controladas por las neuronas motoras superiores (NMS) del sistema piramidal.
Cuando se desarrolla un potencial de acción en una MNI, está a su vez ejerce un potencial de acción en las fibras musculares, dando lugar a la contracción del músculo.

## Características
Las lesiones de las neuronas motoras inferiores conducen a la interrupción de los reflejos de la médula espinal y los músculos, dando lugar a la eliminación de la actividad refleja y a una disminución del tono muscular (hipotonía o atonía).
La lesión en el soma o axón de una NMI conlleva a un estado de mayor excitabilidad (hiperexcitabilidad) acompañado de sacudidas y movimientos espasmódicos en las unidades musculares, concretamente se manifiestan en la superficie muscular, este trastorno se denomina fascicularizaciones. Estas fascicularizaciones normalmente provocan la muerte de la neurona motora inferior, debido a esto la desnervación del músculo lleva consigo la atrofia extrema, reduciendo su tamaño original en un período de tres a cuatro meses, tras esto la reacción del músculo al estiramiento no se da.
En presencia de lesiones en determinadas partes de la vía extrapiramidal se da lugar a una parálisis parcial con una disminución de la rapidez de la contracción, en estos casos el reflejo tendinoso se reduce pero este no se pierde, además la atrofia muscular es menor. La lesión de una NMI, asociada con una lesión en la médula espinal, se denomina lesión del nervio periférico, el cual puede tener lugar a cualquier nivel de la médula espinal. Ejemplos de esto son los siguientes:
La lesión del nervio periférico C7 conduce a una debilidad solo en la mano, a nivel T12 o por debajo produce parálisis fláccida en todas las zonas que se localizan por debajo del nivel del que se ha producido la lesión.
Los músculos más perjudicados son el deltoides, trapecio, cuádriceps, glúteos, intercostales y tibial.

## Tratamientos
No existe un tratamiento único para este tipo de parálisis, puesto que esta es normalmente causada por la presencia de otro tipo de enfermedades.
Para ello han de emplearse los diversos métodos para combatir las enfermedades que causan estas lesiones en la NMI.
En la actualidad para comprobar si una determinada enfermedad causa parálisis fláccida, se lleva a cabo un estudio del líquido cefalorraquídeo, estudios electrofisiológicos e incorporación de estudios serológicos con anticuerpos.